# 劉審禮
劉審禮（？—？），徐州彭城人，唐朝官員。

## 生平
劉德威之子。少時丧母，为曾祖母元氏所养。貞觀年間歷官左騎衛郎將，遷工部尚書檢校左衛大將軍。
儀鳳三年（678年）與李敬玄率兵十八萬，九月，與吐蕃大將論欽陵戰於青海。刘审礼与王孝杰领前队人马深入，屯兵于濠所。九月，雙方战于大非川。論欽陵出兵奇襲，唐軍敗，李敬玄按軍不敢救，劉審禮兵敗與王孝傑被俘，劉審禮因受重傷，不久卒于吐蕃。贈工部尚書，諡曰僖。

## 家庭
有子刘佺寿、刘殆庶、刘易从，有女嫁太中大夫行定州长史、上柱国李谦。